# Obična rujevina
Obična rujevina (običan ruj; lat. Cotinus coggygria) je vrsta biljke iz porodice Anacardiaceae. Rasprostranjena je na području južne Europe, Krima, Kavkaza i središnje Azije. 
Staništa su joj tople listopadne šume, kao i otvoreni kamenjari vapnenačkih i dolomitnih podloga preko 1000 metara nadmorske visine. Vrlo često se uzgaja kao ukrasna biljka u vrtovima i parkovima, te postoje mnogi njezini kultivari.
Ova biljka se najčešće javlja kao grm visok 5-7 metara, rjeđe kao manje stablo. Ima uspravne šibolike grane. Na granama su listovi dugi 3 do 8 centimetara, tamnozelene do plavičastozelene boje. Ovalnog su oblika. U jesen poprimaju razne varijante crvene boje. Dvospolni cvjetovi čine cvatove duge 15-30 centimetara u obliku rahlih terminalnih metlica, te su jako sićušni, promjera 5-10 milimetara. Svaki cvijet oko sebe ima pet krunica blijedožute boje. Plod je malena kruškolika koštunica, mrežasto naborana, obično promjera 2-3 milimetra. 
Rujevina cvjeta u svibnju i lipnju, dok plodovi dozrijevaju u srpnju i kolovozu.